# 兵庫県道237号鳴門観潮線
兵庫県道237号鳴門観潮線（ひょうごけんどう237ごう なるとかんちょうせん）は、兵庫県南あわじ市を通る一般県道である。

## 概要
鳴門岬から兵庫県道25号阿万福良湊線交点に至る。

### 路線データ
- 起点：南あわじ市福良丙（鳴門岬）
- 終点：南あわじ市福良丙（兵庫県道25号阿万福良湊線交点）
- 総延長：1.682 km
- 事前通行規制区間：南あわじ市福良丙[1]

## 路線状況
「鳴門」という地名がある道路ではあるが、「鳴門の渦潮を淡路島側から観潮」するための接続道路であり、本道路では鳴門市（四国、徳島県）に行くことはできない（四国側の陸地に上陸はできない。）。淡路島と鳴門市は神戸淡路鳴門自動車道しか接続手段がない（フェリーも運航されていない。）。そのため、往来する場合には、自家用車や高速バスなどの交通手段の利用が必要となる。

### 通称
- うずしおライン

## 道路施設

### 道の駅
- うずしお（南あわじ市）

## 地理

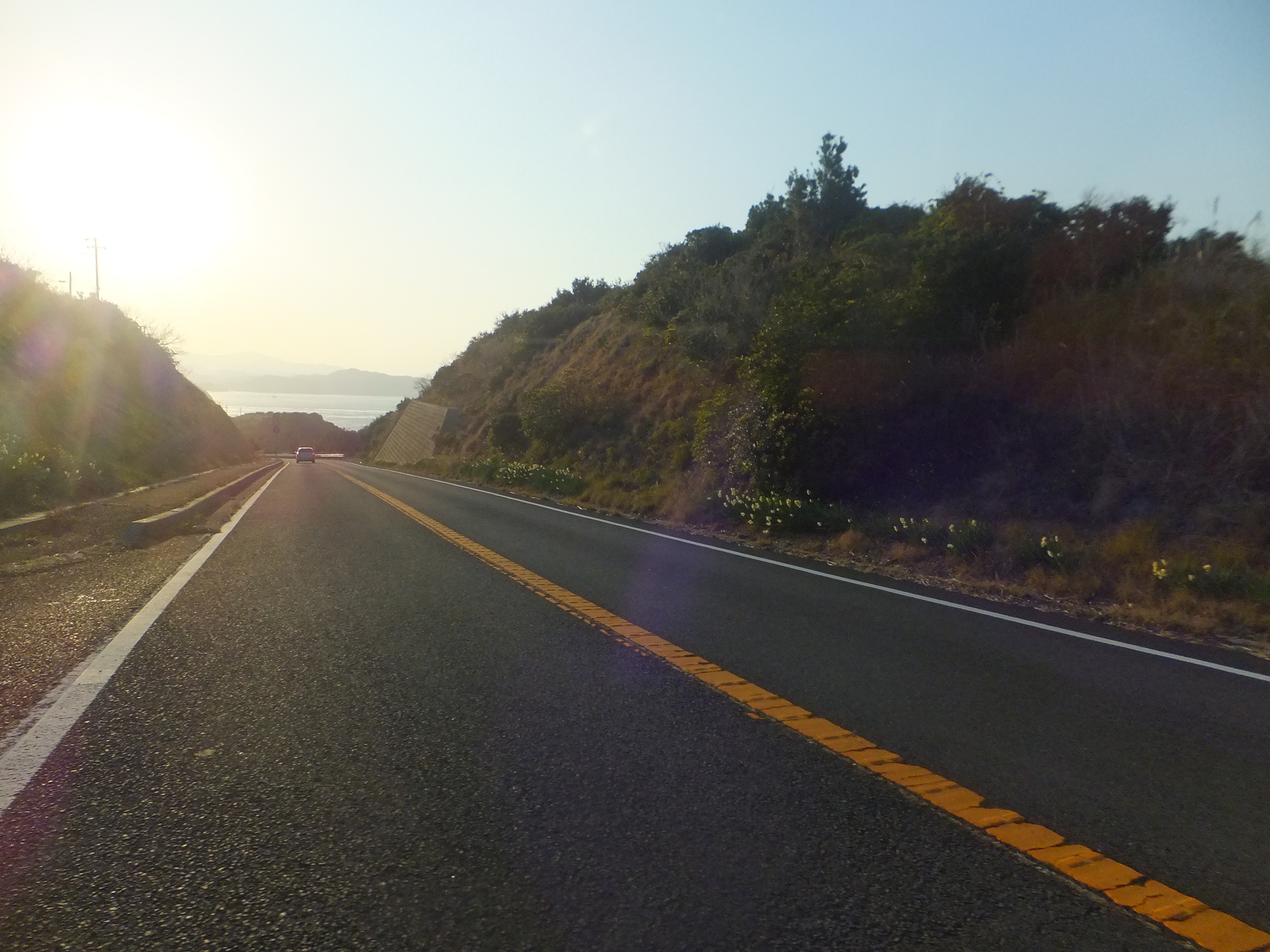
兵庫県南あわじ市福良丙で撮影

### 通過する自治体
- 南あわじ市

### 交差する道路
| 交差する道路                              | 交差する場所 | 交差する場所 |
| ----------------------------------------- | ------------ | ------------ |
| 兵庫県道25号阿万福良湊線 / うずしおライン | 福良丙       | 終点         |

### 沿線
- 鳴門岬